# Montreal Screwjob
 Der er for få eller ingen kildehenvisninger i denne artikel, hvilket er et problem. Du kan hjælpe ved at angive troværdige kilder til de påstande, som fremføres i artiklen.

Montreal Screwjob var et kontroversielt bedrageri inden for wrestling, hvor Vince McMahon, der er ejer af wrestlingorganisationen World Wrestling Federation (WWF), snød den daværende verdensmester Bret Hart i en VM-titelkamp mod Harts ærkerival Shawn Michaels. Episoden foregik ved WWF's Survivor Series i Molson Centre, Montreal, Canada d. 9. november 1997 og er én af de mest omdiskuterede skandaler inden for wrestling nogensinde. 
Kampens forudbestemte afgørelse blev i al hemmelighed ændret, og WWF's ejer, Vince McMahon, og Bret Harts modstander, Shawn Michaels, udtænkte en anden afgørelse på kampen, som ville få Bret Hart til at miste VM-titlen, uden at han vidste nogen som helst. Planen blev ført ud i livet, da kampens dommer, Earl Hebner, efter ordre fra McMahon, signalerede til dommerbordet, at Bret Hart havde givet op, mens han var i submission-grebet sharpshooter, selv om Bret Hart ikke selv havde givet signal om, at han ville give op til dommeren. Shawn Michaels blev hurtigt efter kåret som vinder af kampen og VM-titlen i WWF, og Bret Hart og hans canadiske hjemmebanepublikum udtrykte deres frustration over denne skandaløse handling.
Grunden til Montreal Screwjob havde rødder i Bret Harts beslutning om at forlade Vince McMahons World Wrestling Federation til fordel for konkurrenten World Championship Wrestling (WCW), efter at McMahon havde fortalt Hart, at det ikke var muligt at beholde Hart i organisationen pga. finansielle problemer. Hart, som i sin kontrakt havde en klausul, der sagde, at han havde rimelig kontrol over sine kampes udfald, stod fast på, at han ikke ville tabe sit VM-bælte på hjemmebane i Canada, særligt imod sin nærmeste konkurrent, Shawn Michaels, som han i forvejen ikke havde et særlig godt personligt forhold til. Derimod insisterede McMahon på, at Hart skulle tabe til Shawn Michaels i Montreal, fordi han frygtede, at World Championship Wrestling ville annoncere, at de netop havde skrevet kontrakt med Bret Hart, mens han stadig var verdensmester i WWF, og derved skade WWF og McMahons forretning. Selvom Hart og McMahon blev enige om en afgørelse af kampen, der ville tillade Hart at beholde bæltet, så var McMahon fastsat på at få bæltet fra ham i Montreal alligevel. 
Montreal Screwjob har opnået en berygtet arv både på og uden for tv-skærmene og blev delvist beskrevet i dokumentaren Hitman Hart: Wrestling with Shadows. Den vidtrækkende indvirkning episoden havde førte til WWF's Attitude Era, hvor wrestlere ofte blev snydt og bedraget af Vince McMahons nye gimmick Mr. McMahon, som var en ond chef. Bret Hart boykottede WWF, og McMahon og Michaels fortsatte med at modtage vrede modtagelser fra tilskuere mange år frem. Forholdet mellem Bret Hart og Vince McMahon blev senere en smule bedre, og Hart blev indsat i WWE Hall of Fame i 2006. Bret Hart og World Wrestling Entertainment udgav sammen dvd'en Bret "The Hitman" Hart: The Best There Was, There Best There Is, There Best There Ever Will Be samme år, hvori både Hart og McMahon afslører, at de ikke ville have gjort noget anderledes, hvis de skulle have truffet de samme beslutninger i dag. 
I januar 2010 vendte Bret Hart tilbage til Vince McMahons wrestlingorganisation, der i 2002 var blevet omdøbt til World Wrestling Entertainment (WWE). Hart sluttede fred med Shawn Michaels – både inden for og uden for ringen – men indledte en fejde med Mr. McMahon på tv, der kulminerede i en kamp mellem de to ved WrestleMania XXVI, hvor Hart vandt.

## Hart forlader WWF
Da Montreal Screwjob fandt sted, havde Bret Hart været i World Wrestling Federation i 14 år. Han var startet i WWF i midten af 1980'erne som den ene halvdel af tagteamet The Hart Foundation med Jim Neidhart. I 1990'erne begyndte Hart også at få succes som single-wrestler, og han vandt VM-titlen i WWF fem gange mellem 1992 og 1997. Efter WrestleMania 12 i foråret 1996, hvor han tabte en historisk VM-titelkamp til Shawn Michaels, tog Hart en syv måneder lang pause fra wrestling, og i den periode overvejede han en ny kontrakt med WWF, men han fik også et attraktivt tilbud fra World Championship Wrestling, som var WWF's største konkurrent. WCW var begyndt at opnå flere tv-seere end WWF, og de to organisationer sendte begge deres tv-programmer, WWF RAW og WCW Monday Nitro, mandag aften på amerikansk tv. I oktober 1996 afslog Hart en kontrakt på ni millioner dollars i WCW og skrev i stedet for igen kontrakt med Vince McMahon og WWF. Harts WWF-kontrakt var på 20 år og sikrede ham, at han var den højest betalte wrestler i organisationen, samt en større stilling i WWF, når han indstillede karrieren. Både Hart og WWF så kontrakten som en tegn på loyalitet. 
I midten af 1997 måtte WWF indse, at organisationen var i økonomiske vanskeligheder pga. den øgede konkurrence fra WCW, der på kort tid havde overtaget rollen som verdens største wrestlingorganisation. Samtidig skulle McMahon undgå længerevarende økonomiske aftaler, fordi han ville gøre organisationen til et aktieselskab.
I månederne op til Survivor Series havde Bret Hart og Shawn Michaels en række skænderier bag scenen, bl.a. en slåskamp før et house show i Hartford, Connecticut (efter Michaels offentligt havde beskyldt Hart for at være sin kone utro med kvindewrestleren Sunny). Michaels blev suspenderet i to måneder, fordi han også aftenen efter slåskampen havde optrådt som tilskuer på WCW Monday Nitro. Hart har fortalt, at han d. 12. oktober 1997 snakkede med Michaels omkring det at være professionel og det at stole på hinanden i ringen. Hart fortalte, at han ikke havde noget problem med at tabe til Michaels, hvis Vince McMahon ønskede det. Ifølge Hart havde Michaels efterfølgende sagt, at han aldrig ville komme til at tabe til Hart. Hart var chokeret og blev vred, og det førte til, at Hart direkte nægtede at tabe VM-titlen i WWF til Michaels ved Survivor Series. I dokumentarfilmen om Hart fortæller han dog McMahon, at han med glæde ville tabe titlen, men bare ikke i Canada. I Michaels' selvbiografi skriver han, at han ville have tabt til Hart, hvis WWF's storylines havde passet dertil. Michaels understregede også, at han havde tabt til Hart adskillige gange tidligere, bl.a. ved Survivor Series i 1992. Derudover skrev Michaels også, at han aldrig var blevet bedt om at tabe til Hart, og han skriver også i bogen, at man generelt ikke skal nægte at tabe til nogen i wrestling. 
McMahon troede, han havde taget den rigtige beslutning, da han fik Hart til at gøre comeback i WWF i stedet for at skrive kontrakt med WCW i 1996, men WWF's seertal var mod slutningen af 1997 de laveste nogensinde, og WCW fortsatte med at øge forspringet til WWF hver uge. McMahon begyndte at udsætte Harts løn og fortalte Hart om den økonomiske krise. Herefter ændrede McMahon planerne for WWF's fremtid og så wrestlere som fx Steve Austin, The Rock, Triple H og Shawn Michaels som fremtidens stjerner, og de skulle føre WWF ind i "The Attitude Era" – en periode, hvor wrestling blev mere voldeligt og sexorienteret og skiftede fra at være børne-tv til at være for voksne. I det scenario passede Hart ikke ind. Derfor begyndte McMahon at opfordre Hart til at se, om han ikke kunne få sit gamle tilbud fra WCW tilbage. Hart tøvede til at starte med at kontakte WCW pga. loyalitet, men han begyndte forhandlinger med WCW, efter at McMahon havde informeret ham om, at han ikke kunne udbetale Harts løn. Mens Hart overvejede et tilbud fra WCW-præsidenten Eric Bischoff, fortalte McMahon Hart, at WWF ville indfri Harts kontrakt, hvis han valgte at blive. Men da Hart snakkede med McMahon om fremtidige planer og storylines, blev han skuffet over McMahons idéer og ifølge Hart hans mangelfulde forslag. Hart følte, at hans gimmick som nationalistisk canadier, der var blevet opfundet af McMahon, havde saboteret hans karriere. I 1997 havde Hart i sin rolle på tv kritiseret USA og samtidig hyldet Canada, hvilket havde gjort hans amerikanske fans sure. Omvendt var Hart blev nationalhelt i Canada. I wrestling gjorde det dog ham besværlig at sætte ind i fejder med andre wrestlere, fordi han ikke var defineret præcist som enten face- eller heel-wrestler ("god" eller "ond" wrestler). Derudover havde Hart også problemer med, at WWF brugte mere kontroversielle storylines med vold og sex, og da han indså, at han ikke var med i fremtidsplanerne i WWF, valgte han at forlade organisationen. Hart skrev i stedet for kontrakt med WCW d. 1. november 1997, hvor han blev sikret tre millioner dollars om året. McMahon havde intet problem med, at Hart tog sin gimmick som "The Hitman" med til WCW (normalt beholder wrestlingorganisationer rettighederne til gimmicks, så wrestlerne ikke kan bruge dem hos konkurrenterne), men McMahon var urolig for, om Hart ville komme til WCW som den regerende WWF-verdensmester. Hart var urolig for, om han ville blive svinet til, når han havde forladt organisation til fordel for WCW, ligesom andre wrestlere var blevet i årene inden, bl.a. Hulk Hogan, Randy Savage, Kevin Nash og Scott Hall. McMahon forsikrede ham, at det ikke ville komme til at ske.

## Inden VM-titelkampen
Bret Harts kommende skift til WCW skabte en spændt situation, fordi han havde vundet WWF Championship ved WWF's SummerSlam i august 1997 fra The Undertaker. Harts kontrakt med WCW startede 5. december – en måned efter Survivor Series, der skulle afholdes i Montreal, Canada. Shawn Michaels, der var leder af D-Generation X (en gruppe wrestlere i WWF), var blev booket til at møde Hart i showetsmain event om VM-titlen. Vince McMahon, der var ivrig efter at få Harts til at gå med til at tabe titlen, forsøgte at få Hart overtalt til at tabe kampen. Hart ville dog ikke tabe tabe VM-bæltet til Michaels (eller nogen af Michaels venner). Tilsyneladende ville Hart bakke op om de andre wrestlere i WWF. Som en del af fejden på tv mellem Michaels og Hart, havde Michaels gentagne gange fornærmet de canadiske fans ved at lave sexagter op og ned ad den canadiske flag, hvilket havde irriteret Hart. Wrestlingfans var godt klar over Harts personlige uenigheder med Michaels, og Hart havde været irriteret over, at Michaels opgav sin VM-titel i starten af 1997 uden kamp i stedet for at lade Hart eller en anden wrestler besejre ham i en VM-titelkamp. Ifølge Hart havde det været meningen, at Hart skulle have besejret Michaels i en rematch ved WrestleMania 13 i foråret 1997. Hart formåede, at Michaels havde løget og sagt, at han havde en knæskade, der krævede en større operation – bare for at slippe for at møde Hart ved WrestleMania 13. Selv om Michaels afviste beskyldningerne om, at han ikke ville tabe til Hart, følte Hart sig sikker på, at Michaels ikke ville lade sig tabe til ham, hvis han var blevet i WWF. I tiden op til Survivor Series havde Michaels også hånet Bret Harts far, Stu Hart, hvilket havde irriteret Bret Hart og Hart-familien. På den anden side var Michaels blevet sur over, at McMahon havde tilbudt Hart en kontrakt på tre millioner dollars i 1996. 
McMahon holdt fast i, at Hart skulle miste VM-titlen. Ejeren af WWF var nervøs over, at WCW skulle rekonstruere et handlingsforløb i stil med en episode fra 1995, hvor den regerende verdensmester for kvinder i WWF, Alundra Blayze, havde skrevet kontrakt med WCW og efterfølgende smidt VM-titelbæltet i skraldespanden live under en episode af WCW Monday Nitro. Eric Bischoff, WCW's præsident, forklarede dog i Hart-dokumentaren, at det ikke ville have været lovligt for WCW at gøre sådan overhovedet, og han ville også hellere have haft, at Hart startede på en frisk, når han kom til WCW. Hart fortsatte dog med at nægte at tabe titlen til Michaels, men han tilbød, at han kunne tabe VM-bæltet hvor som helst i USA inden Survivor Series eller opgive titlen og give den til McMahon aftenen efter Survivor Series under en episode af Monday Night RAW i Ottawa, Canada. 
Efter en række uenigheder blev McMahon, Michaels og Hart enige om, at kampen ville ende med en diskvalifikation pga. en kæmpe slåskamp i ringen mellem The Hart Foundation (Owen Hart, Jim Neidhart og Davey Boy Smith) og D-Generation X (Triple H og Chyna). D-Generation X ville blande sig i VM-titelkampen for at hjælpe Michaels, men ville blive bekæmpet af Harts allierede fra The Hart Foundation. Hart ville efterfølgende opgive titlen på RAW aftenen efter. Hart bad desuden også McMahon om at få lov til at forklare sine handlinger, sin rolle som heel-wrestler, rose McMahon og WWF og derved forlade organisationen på en god måde, hvilket McMahon gav ham lov til.

## Opsætning og udførelse
Dagen før søndagens Survivor Series holdt McMahon et møde med Jim Ross, Jim Cornette, Triple H og Michaels på et hotelværelse i Montreal, hvor de planlagde Montreal Screwjob. Det er uklart, hvor mange personer der kendte til det forestående "screwjob", men det er sikkert, at McMahons gode venner Gerald Brisco og Robert "Sgt. Slaughter" Remus havde del i planlægningen. Hart og Michaels havde holdt en møde med Pat Patterson, hvor de diskuterede, hvordan kampen skulle forløbe sig, og hér gik Hart med til at lade Michaels komme Hart i en sharpshooter – et submission-greb, som Hart i mange år havde brugt som finishing move. Dette greb skulle bruges på et tidspunkt, hvor dommeren skulle være slået bevidstløs, foreslog Patterson. 
Resten af kampen skulle forløbe sig på følgende måde: Hart ville tage fat i Michaels' fod og vendte sharpshooter-grebet om. Michaels ville så give op, men dommeren ville stadig være bevidstløs. Hart ville så give slip og forsøge at få liv i dommeren, men Michaels ville sparke Hart i hovedet (kaldet sweet chin music, som er Michaels' finishing move) og gå efter et pinfall. En reservedommer ville komme til ringen med Owen Hart og Davey Boy Smith i hælene, og inden den nye dommer ville kunne nå at tælle Harts skuldre i et pinfall, ville The Hart Foundation hive fat i reservedommeren. Den oprindelige dommer ville derefter komme tilbage og tælle Harts skuldre, men Hart ville slippe fri. Der skulle angiveligt have været yderligere fem minutters slåskamp mellem de to grupper, inden kampen ville blive erklæret for en diskvalifikation. I wrestling er det således, at uanset hvem der bliver diskvalificeret, kan VM-titlen ikke skifte ejer, så Bret Hart ville fortsat være verdensmester ifølge den planlagte afgørelse på kampen.

## Reaktioner
Hvor de fleste fans i arenaen i Montreal kunne se og forstå, hvad der foregik, så var mange tv-seere efterladt forvirrede, efter at Survivor Series var blevet afsluttet fire minutter før tid.